# Neoempheria bilobata
Neoempheria bilobata är en tvåvingeart som beskrevs av Edwards 1940. Neoempheria bilobata ingår i släktet Neoempheria och familjen svampmyggor. Inga underarter finns listade i Catalogue of Life.